# 佩內拉庫島
佩內拉庫島（英語：Penelakut Island），原名庫珀島（英語：Kuper Island），是加拿大的一個島嶼，位於佐治亞海峽的海灣群島南部，和徹梅納斯河出海口相對。過去是海岸沙利殊原住民的居住地，1851年英國皇家海軍到達佐治亞海峽，此地以船長奥古斯都·利奥波德·庫珀取名為庫珀島。2010年島嶼改名「佩內拉庫島」。今屬佩內拉庫人的保留地，官方名稱為「佩內拉庫島7號保留地」。

## 歷史
「佩內拉庫」源於哈爾魁梅林語的，意思是埋在沙灘上的原木，「佩內拉庫」被用於稱呼居住佩內拉庫島一帶的海岸沙利殊原住民。佩內拉庫島在數千年前就有海岸沙利殊原住民居住，他們使用哈爾魁梅林語，在邦薩爾溪（英語：Bonsall Creek）捕魚並在河口收穫海產，並且定期在波里爾海峽一帶捕捉海獅。自古以來島上有三個村莊，分別是佩內拉庫沙咀、電報港和拉馬爾奇灣。拉馬爾奇灣當地人稱呼為，意思為瞭望臺。1851年英國海軍在調查佐治亞海峽時發現五個未命名的小島，將最大兩個島嶼以船長奥古斯都·利奥波德·庫珀名字和船艦忒提斯號取名，該島命名為庫珀島。1863年4月20日英國海軍巡邏艦前進號炮轟拉馬爾奇灣村莊的碉堡。英軍認為當地藏匿了在海灣群島襲擊歐洲移民的凶手。當地居民占據海灣兩端高地向前進號的甲板射擊，三小時後英軍撤退，並陣亡一個16歲的水手。兩周後英軍再次出動，在無人阻止下登陸拉馬爾奇灣，並將村莊夷爲平地。英軍之後在加利安諾島的一處洞穴捉到殺害水手的三名嫌疑人，並帶往維多利亞堡進行審判，嫌疑人被判處絞刑處死，史稱「拉馬爾奇事件」或「拉瑪查戰爭」。
1889年天主教會在島上開設庫珀島印第安寄宿學校，1896年學校取消假期，引至學生在學校縱火。根據當年調查，在過去入讀的264名學生中有107人死亡。1956年有兩名學生在試圖逃離學校期間溺水身亡，1966年有學生在學校自殺。1969年政府接手學校營運直到1975年將關閉學校。2010年島嶼改名「佩內拉庫島」。2021年7月12日，原住民部落佩內拉庫宣佈在寄宿學校附近發現160多個無名墳墓。

## 地理
佩內拉庫島地勢比較平緩，平均海拔不超過80米。島內有一些短且間歇性的溪流，幾個小型的湖泊或沼澤，淡水的供應有限，在夏季用水高峰期很容易出現缺水情況，島民需要建造蓄水池收集雨水或者從島外補充淡水。

## 人口
佩內拉庫島是佩內拉庫人最大、人口也最多的保留地，根據2016年調查，島内人口225人是男性，230人是女性，全部為原住民。只有25人母語為哈爾魁梅林語，其他均為英文。

## 交通
島內只有土路連結碼頭和幾個居民點。佩內拉庫島的對外交通完全依靠渡輪，港口為電報港，渡輪由卑詩渡輪營運，前往徹梅納斯和忒提斯島。

## 外部連結
- 歡迎來到佩內拉庫島：上 （页面存档备份，存于）、下 （页面存档备份，存于）